# Hertig av Newcastle
Hertig av Newcastle är en engelsk adelstitel. 
William Cavendish fick 1665 titeln hertig av Newcastle-upon-Tyne. Hans sondotter var gift med John Holles, 4:e earl av Clare (1662-1711), som 1694 erhöll titeln. Då han avlidit utan manlig avkomma, gavs titeln 1715 åt hans systerson och arvinge Thomas Pelham, som 1756 även erhöll titeln hertig av Newcastle-under-Lyme. 
Vid Pelhams död 1768 upphörde den förra hertigtiteln, men den senare övergick till hans systerson Henry Fiennes Clinton, förut earl av Lincoln. Bland senare hertigar kan nämnas Henry Pelham-Clinton, 4:e hertig av Newcastle, Henry Pelham-Clinton, 5:e hertig av Newcastle samt Henry Pelham-Clinton, 7:e hertig av Newcastle. Denna gren av släkten Clinton utdog 1988 och med den föll titeln hertig av Newcastle tills vidare ur bruk.